# Обичам те, човече
„Обичам те, човече“ (на английски: I Love You, Man) е американски комедиен филм от 2009 г. на режисьора Джон Хамбург, който е съсценарист със Лари Леви. Във филма участват Пол Ръд, Джейсън Сийгъл, Рашида Джоунс, Адам Самбърг, Джей Кей Симънс, Джейн Къртин, Джон Фавро и Джейми Пресли.